# Изовалериановая кислота
Изовалериа́новая кислота́ (3-метилбутановая кислота), СН3-CH(СН3)-СН2-СООН — одноосновная предельная разветвлённая карбоновая кислота, один из изомеров валериановой кислоты. Соли и эфиры называются изовалератами.

## Свойства
Бесцветная жидкость с неприятным запахом («потных стоп»), ограниченно растворима в воде, растворима в этиловом спирте, диэтиловом эфире, хлороформе.

## Распространение
Содержится в корневищах валерианы лекарственной в свободном виде, в составе борнилизовалерианата, в виде валепотриатов — негликозидных иридоидных соединений со сложноэфирной связью. Также обнаружена в чайном дереве, хмеле, эфирных маслах ряда цитрусовых и др.
В числе других коротких карбоновых кислот (летучих кислот) вырабатывается анаэробными бактериями (Propionibacterium) в ходе реакций брожения белкового субстрата, обусловливая запах пота и некоторых сортов сыра.

## Получение
У бактерий биосинтез изовалериановая кислоты происходит из лейцина путём его дезаминирования с образованием кетокислоты и её последующим окислительным декарбоксилированием.
В промышленности изовалериановую кислоту получают экстракцией из корневищ с корнями валерианы лекарственной.
Химический синтез возможен: окислением изоамилового спирта (перманганатом калия, дихроматом калия с серной кислотой, воздухом в присутствии катализаторов, электрохимическим методом и др.); из малонового эфира; из бромистого изобутила с использованием металлического магния.

## Применение
Используется для получения лекарственных препаратов седативного действия — валидола (раствор ментола в ментиловом эфире изовалериановой кислоты), бромурала (бромизовалериановая кислота), валокордина, валосердина, корвалола (содержат этиловый эфир α-бромизовалериановой кислоты).
Многие сложные эфиры изовалериановой кислоты обладают фруктовыми запахами и используются как ароматизаторы в пищевой и парфюмерной промышленности. Этиловый эфир имеет фруктово-винный запах, при разбавлении яблочный, изоамиловый — спелых яблок, гексиловый — недозрелых фруктов или табачных листьев, бензиловый — фруктово-цветочный, фенилэтиловый — фруктовый с нотой розы.